# ۱۴۶۰ (میلادی)
۱۴۶۰ (میلادی) هزارو چهارصد و شصتمین سال تقویم میلادی است.

## درگذشتگان
- ۳ اوت - جیمز دوم، پادشاه اسکاتلند (ت. ۱۴۳۰)
- ۱۳ نوامبر – هنری دریانورد، کاشف پرتغالی (ز. ۱۳۹۴)